# Präriefolk
Präriefolk är ett begrepp varmed i dagligt tal vanligen avses de urfolknationer som bebodde den nordamerikanska prärien under 1800-talet. Mer sällan innefattas de som bodde där tidigare, det vill säga före hästens ankomst till området, eller de som bor där nu i de indianreservat som skapades under 1800- och 1900-talen.

## Förhistoria

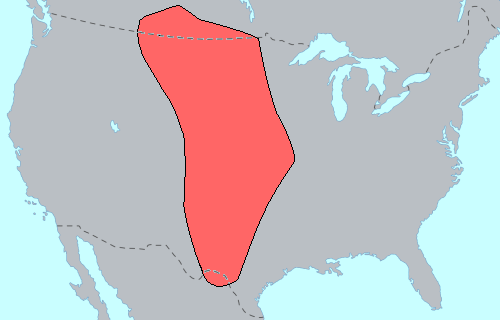
Great Plains var präriefolkets kulturområde.

Från väster till öster: torr, halvtorr och våt prärie. Präriefolket bodde på den torra och halvtorra prärien samt i övergångsområdet till den våta prärien. Huvuddelen av den våta prärien beboddes av folk som kulturellt räknas till det nordöstra skogsområdet.

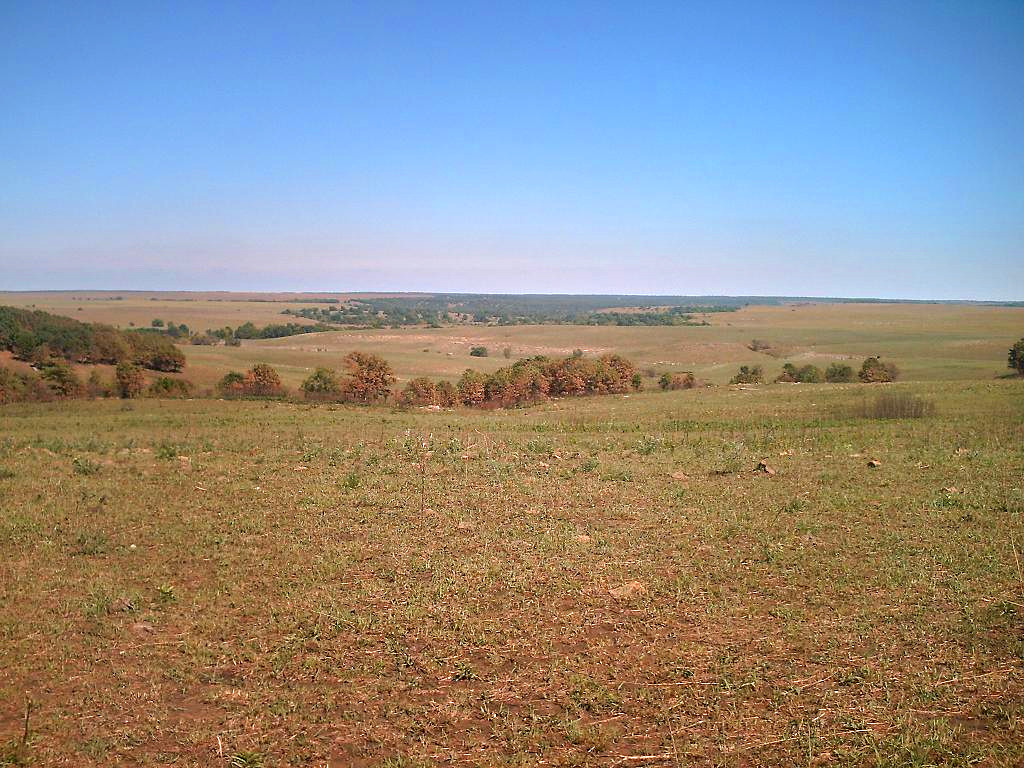
Prärielandskap i Oklahoma.

Arkeologiska fynd visar att det redan på stenåldern fanns människor som levde av stationär buffeljakt på prärien. Stenåldersjägarna jagade bison genom att driva en hjord i sken och försöka styra dess flykt mot ett stup. Man har bland annat i den kanadensiska provinsen Alberta hittat en sådan jaktplats, Head-Smashed-In Buffalo Jump, som använts från stenåldern in till 1800-talet.

### Femtonhundratalets levnadssätt
På 1500-talet fanns det två kontrasterande livsstilar på Great Plains. Längs dess östra rand, samlade vid stränderna på vid de största floderna, fanns det halvpermanenta byar med majsodlare. Västerut, ute på prärien, fanns det spridda läger med kringströvande människor som levde på buffeljakt. Bykulturens folk bestod av förfäderna till mandaner, hidatsa och arikara, som bodde längs Missouriflodens stränder samt förfäderna till pawnee, wichita och caddotalande grupper som bodde längs Arkansasfloden och Red River och dess bifloder. De flesta av dessa folk hade på 1500-talet redan bott hundratals år på prärien. De äldsta byarna som arkeologerna daterat är från 900-talet. Buffeljägarna var förfäder till svartfötter, shoshoner och andra folk. De från historisk tid kända präriefolk som sioux, cheyenner och arapaho bodde en gång i kanten på prärien. En del vandrade in från skogsområdet i nordost, medan andra, som kråkfolk bröt sig ur byfolken och blev buffeljägare.

### Undanträngda folk
De nationer som före hästens ankomst dominerat prärien, nämligen shoshoner, salish och kutenai, fanns inte kvar där vid den vite mannens ankomst. Lewis och Clarks expedition underrättades redan 1805 av shoshonerna om att de några årtionden tidigare jagats bort från prärien av svartfötterna konfederation efter att dessa förvärvat eldvapen av cree och därmed skaffat sig ett stort militärt överläge gentemot sina fiender som tvingades på flykt västerut. En shoshonledare förklarade för Clark, att "om vi hade skjutvapen, så skulle vi bo i buffellandet och äta som våra fiender gör, och inte vara tvungna att gömma oss i bergen och livnära oss på rötter och bär som björnarna". Den största gruppen bland de undanträngda var just shoshonerna som drog sig till bassängregionen, väster om prärien, omfattande i stort sett nuvarande delstaterna Nevada och Utah, sydligaste delarna av Oregon och Idaho, samt västligaste delarna av Colorado och Wyoming. Salish och kutenai trängdes undan till platåregionen som ligger norr om bassängregionen och omfattar delar av Montana, Idaho, Oregon och Washington samt södra delen av British Columbia i Kanada.

## Kultur

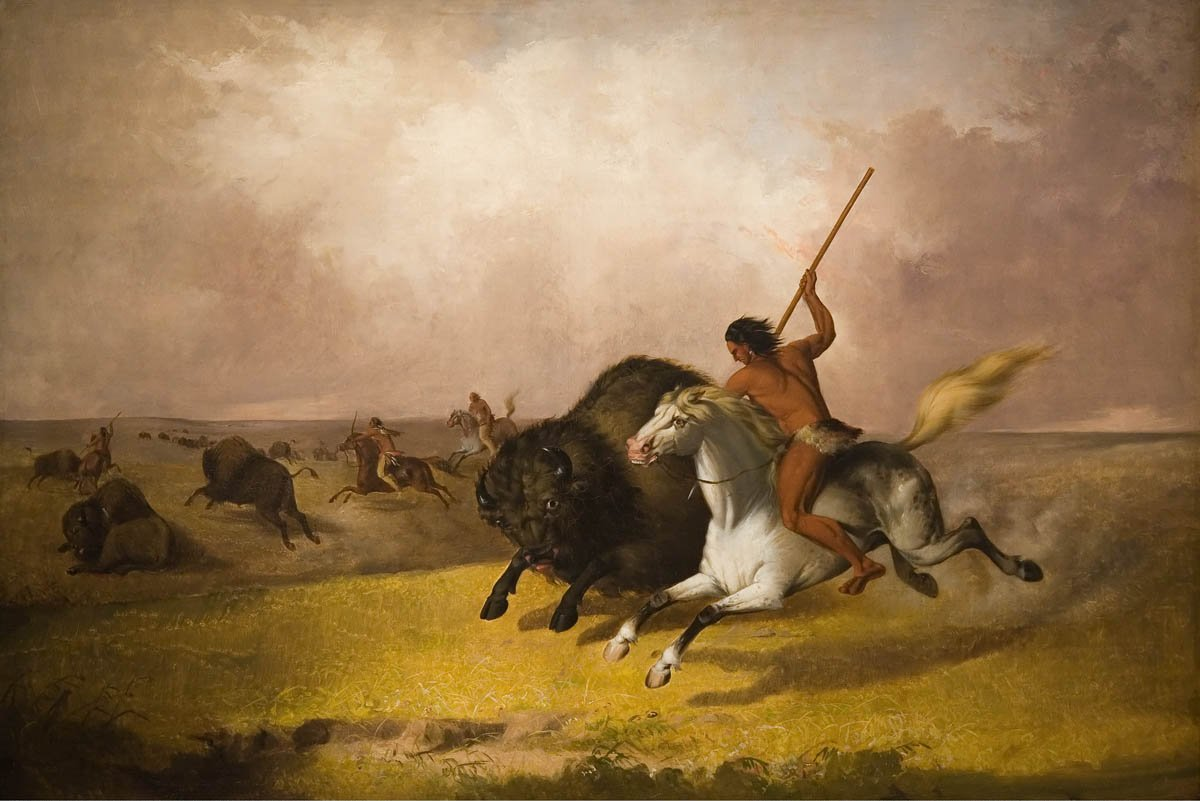
Buffeljagande prärie-person 1845.

Den minsta gemensamma nämnaren för de nationer som vanligen kallas präriefolk är framför allt en kultur som kretsade kring tre fundamentala element:
- hästen.
- bisonjakt till häst.
- kriget som social institution.

Detta innebär att präriefolk med angiven definition inte existerade före hästens ankomst till prärien omkring 1700. Det innebär också att det för dem karakteristiska levnadssättet, som blivit känt över hela världen genom mängder av hollywoodfilmer, inte hade längre varaktighet än ungefär fem eller sex generationer. Att denna kultur uppstod så snabbt och på bara ett par generationer i stort sett sopade undan spåren av det tidigare levnadssättet hos de berörda folken kan enklast förklaras genom att den byggde på ett aldrig tidigare upplevt materiellt överflöd. Man har försiktigt beräknat antalet bufflar på prärien vid tiden för européernas ankomst till omkring 60 miljoner.

### Hästen

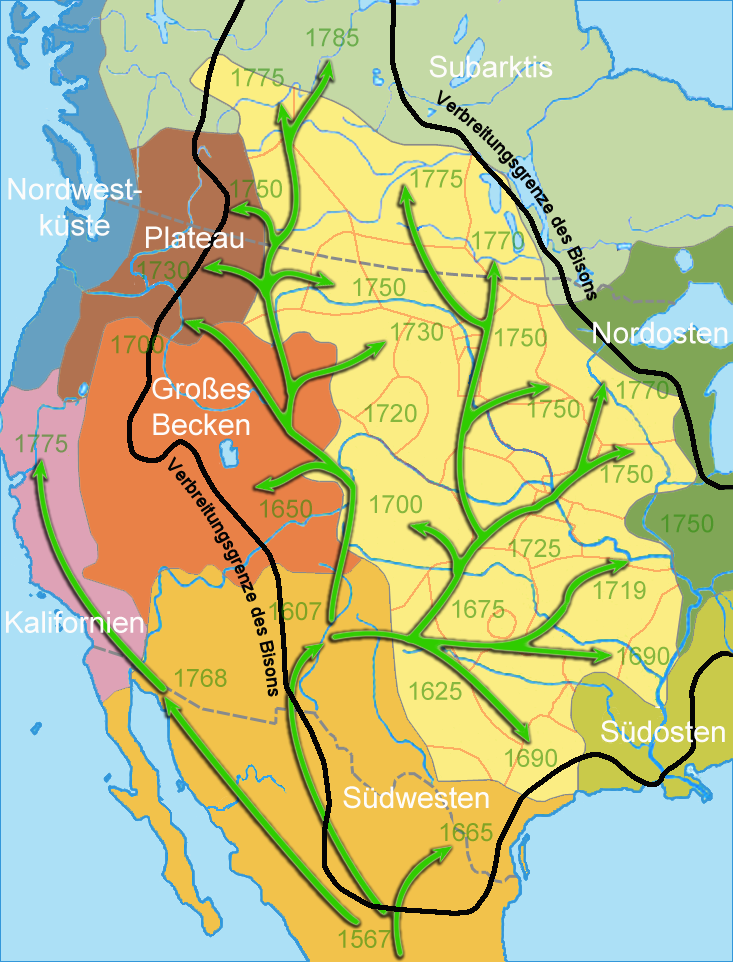
Karta som visar hästens spridning över västra Nordamerika. Den svarta linjen avgränsar bisonoxens utbredningsområde. Det gula området betecknar präriefolkets kulturområde.

Detta överflöd av mat och hudar blev plötsligt med hästens hjälp tillgängligt på ett relativt enkelt sätt. Det rörde sig helt enkelt om en ekonomisk revolution. Siouxernas namn på hästen, Shunka wakan, är talande. Det innehåller orden ”shunka” = ”hund” och ”wakan”, ett ord som betecknar något som är heligt, mystiskt, något som besitter en stor kraft, och som finns även i deras namn på ”Den store anden” (Wakan tanka = det stora heliga, det stora mysteriet).
Hästen hade sin största betydelse i jakt och krig men den övertog också den mindre heliga hundens roll som dragdjur. Detta gjorde bland annat att präriefolket kunde vidareutveckla och förstora sin mobila bostad tipin. De urfolk som inte hade hästen befann sig i både fysiskt och psykologiskt underläge gentemot sina konkurrenter. Pieganhövdingen Saukamappee beskrev 1787 för en vit upptäcktsresande sitt första möte med hästen i en strid mot shoshoner omkring 1740: ”...våra fiender hade misstutim ("stora hundar") som var snabba som hjortar och på vilka de red...de skrämde oss för vi visste inte vad hästen var för ett djur...”. Att för första gången ställas inför en kavallerichock utan att någonsin ha sett en häst måste ha varit en oerhört traumatisk upplevelse, även om den beridna motståndaren till skillnad från Saukamappees folk saknade eldvapen.

### Kriget

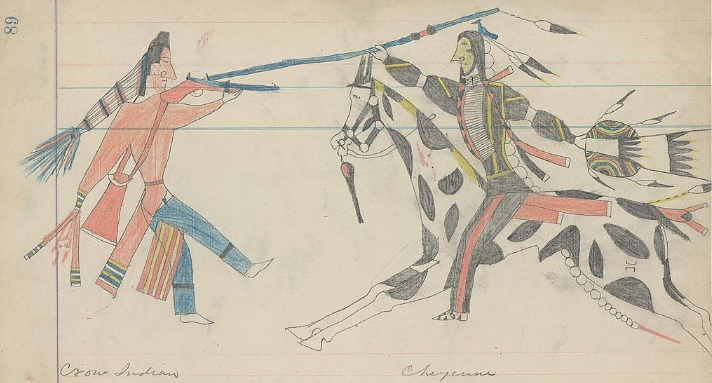
En beriden cheyenne räknar coup på en gevärsbeväpnad kråkfolk-person till fots.

När ett folk förvärvat både hästar och eldvapen innebar det ytterligare en ny fas i utvecklingen. Präriefolkets kultur spreds på ett närmast explosionsartat sätt och sopade på mycket kort tid undan det gamla sättet att leva för de nationer som berördes. Beridna och beväpnade med eldvapen spred sig svartfötter, assiniboiner och cree ut över prärien och jagade bort resterna av de folk som tidigare dominerat den. Andra följde efter och den tidigare oerhört glest befolkade prärien upplevde på ett par generationer en relativ befolkningsexplosion.
Präriefolket fick ett välgrundat rykte om sig att vara krigiska. De ständiga krigen handlade oftast om att stjäla andra folks hästar. Men det är ändå ett obestridligt faktum att präriefolkets socio-politiska rangordning både i jämförelse med varandra och individernas position inom sin stam helt styrdes av fram- eller motgångar i krig mot andra grupper. Kriget var den sociala institution som bestämde vilken roll och socio-politisk status man uppnådde i sitt liv och inom stammarna bildades särskilda krigarsällskap som konkurrerade med varandra om status. Det som gav ojämförligt högst status för en individ var att räkna slag (coup), det vill säga att komma så nära en fiende att man kunde beröra honom med handen eller med en träkäpp, en så kallad coupsticka.

### Fredliga relationer
Men folken upprätthöll också vänskapliga förbindelser med andra. Det var inte ett allas krig mot alla. Man hade sina traditionella fiender och vänner. Handel mellan vänskapliga nationer kunde bli ett mycket lukrativt inslag i den nya kulturen. Pälshandlaren Charles McKenzie har beskrivit ett möte mellan kråkfolket och deras nära släktingar hidatsa som han var ögonvittne till 1805. Vid detta tillfälle slog 2 000 kråkfolk upp sitt tältläger invid hidatsasläktingarnas jordhus och efter att ha rökt fredspipa med dem bytte kråkfolket med 250 hästar till sig 200 gevär, krut och 20 000 kulor. Just kråkfolket blev under 1800-talet kända som något av präriens handelsresande, även för vita pälsjägare som kom i kontakt med dem. Kråkfolket köpte hästar av hästuppfödande shoshoner och nez perce i väster och europeiska varor av cree och assiniboiner i öster som i sin tur förvärvat dem vid Hudson Bay-kompaniets handelsstationer i Manitoba och Ontario. En vanlig vinstmarginal vid till exempel hästhandel var en fördubbling av priset.

### Kulturspridning
De täta kontakterna mellan olika präriefolk-grupper bidrog till en snabb likriktning av kulturmönstret. Folk som inte ens var avlägset besläktade förvärvade snabbt samma kulturella särdrag och handlingsmönster trots att de ofta inte kunde begripa ett ord av varandras språk. Seden att räkna coup är ett bra exempel på detta. Från att omkring 1700 endast ha förekommit hos nationerna i trakterna av nuvarande Illinois hade seden drygt 100 år senare spritt sig till samtliga präriefolk. När det gällde handel är sambandet lättbegripligt men man var inte heller sena att uppta kulturella inpass från fiender med hög status. En naturlig konsekvens av detta kulturmönster och de många olika språken blev att präriefolket utvecklade ett gemensamt teckenspråk med vilket de kommunicerade obehindrat. Gamla kosmologiska myter och berättelser om förfäderna hos olika folken förändrades och anpassades till det nya gemensamma kulturmönstret. För de flesta av de berörda nationerna innebar utvecklingen en mycket snabb övergång från en bofast odlarkultur till en hästburen nomadkultur.

## Resursutnyttjande

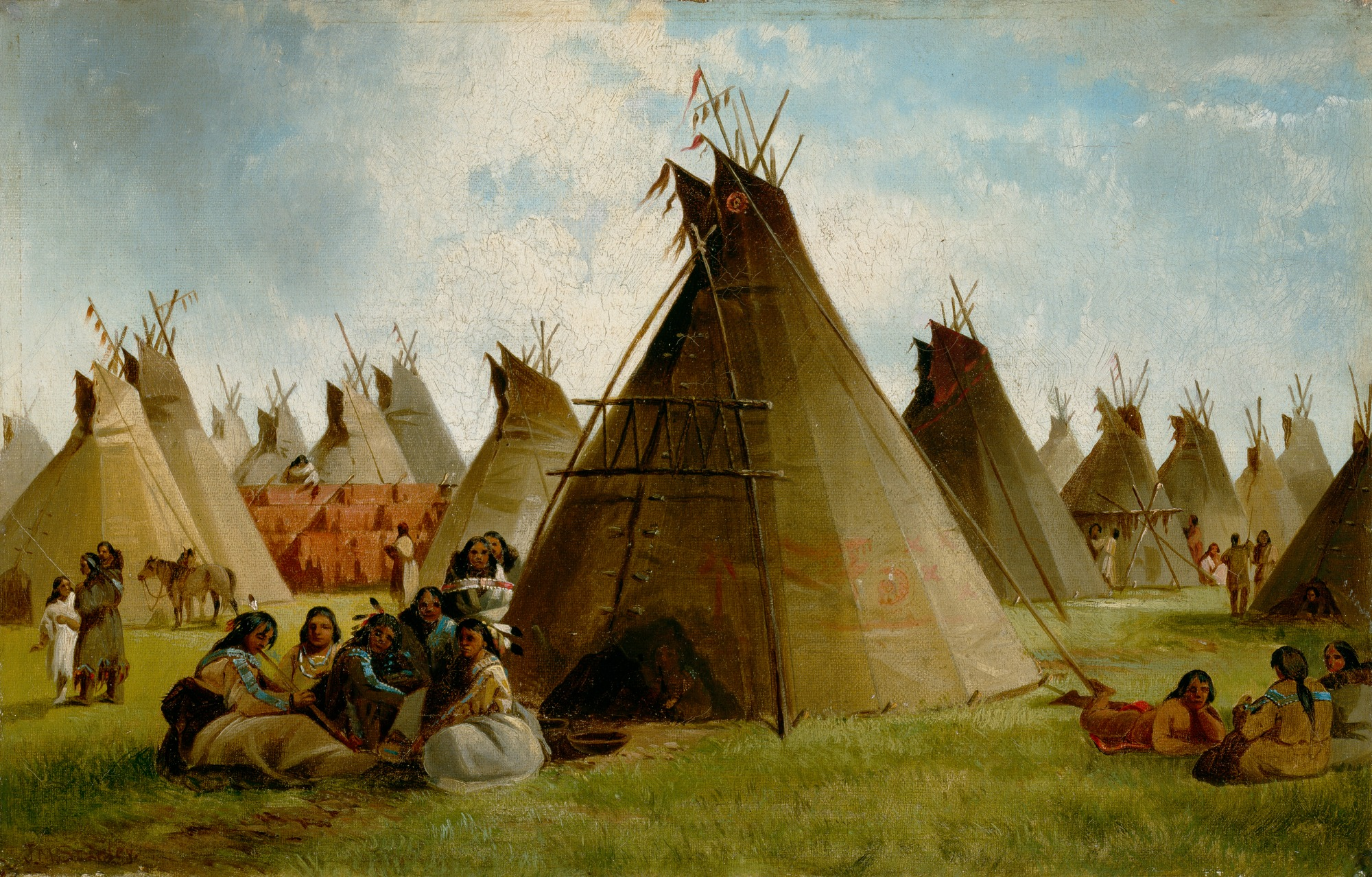
Präriefolk-läger. Det nomadiserande präriefolket bodde i sådana läger året runt, medan bysamhällenas präriefolk endast gjorde det under den del av året då de bedrev bisonjakt.

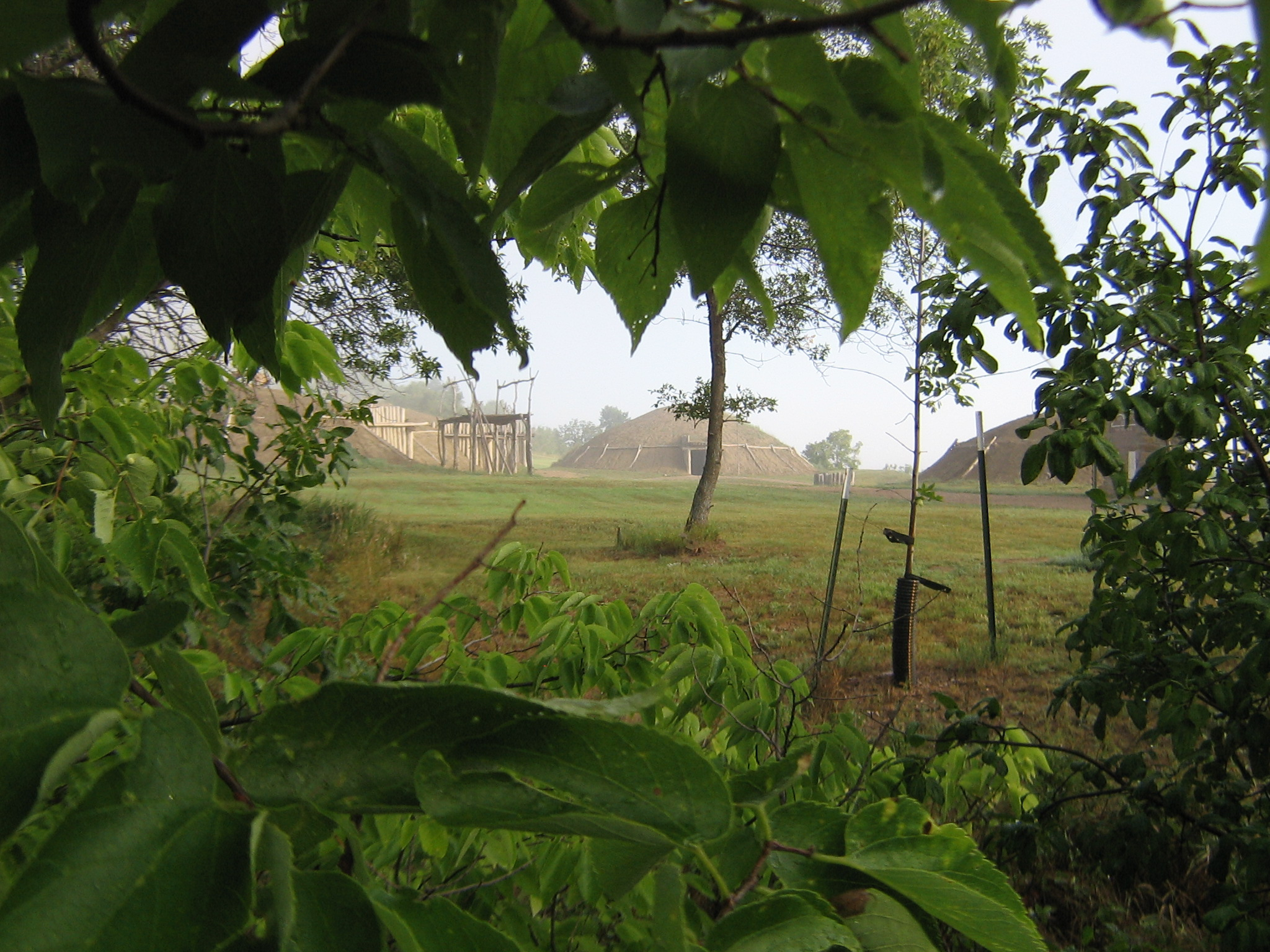
Mandanerna tillhörde det präriefolk som levde i bysamhällen och bedrev hackbruk. Bilden visar en rekonstruerad mandanby.

Präriefolkets resursutnyttjande var av två olika typer berodde på var de bodde. De som höll till på den torra prärien i väster var nomadiserande jägare och samlare med bisonoxen det viktigaste bytet. Bosättningarna var koncentrerade till flod- och ådalar samt vid källor och vattenhål där viltet också fanns. På femtonhundratalet var detta de apachiska hundnomadernas bosättningsområde. När hästen började komma till prärien vid mitten på sextonhundratalet blev området hemvist för andra folk som lockats av rikliga förekomsten av bisonoxar. Dessa nykomlingar talade många olika språk och tillhörde många olika kulturer. På prärien förändrades dock deras levnadssätt och sammansmälte till en gemensam kultur baserad på hästen och bisonjakten (se ovan). Bärare av denna arketypiska präriefolk-kultur var siouxer, cheyenner, arapahoer, comancher och andra.
På den halvtorra och våta prärien i öster fanns bysamhällen som livnärde sig både på hackbruk och på bisonjakt. Bosättningarna var samlade i bysamhällen längs floder och åar där jorden kunde brukas med lågtekniska redskap, vilket inte var möjligt på de hårda präriejordarna ovanför ådalarna. Året delades mellan perioder av byliv då odlingarna av majs, bönor, pumpor och solrosor sköttes och perioder då man jagade bison. Denna resursutnyttjandetyp uppkom senast omkring år 1000 e.Kr. och var uppburen av samma caddo- och siouxtalande folk som tidigare bott i området och enbart livnärt sig på jakt. Till dessa hörde hidatsa, mandaner, arikara, osager, pawnee och andra. Typen visar i sina artefakter, i sitt odlingssätt och i sina bostadstyper ett klart samband med det östra skogsområdets kulturer.

## Handelsnätverk

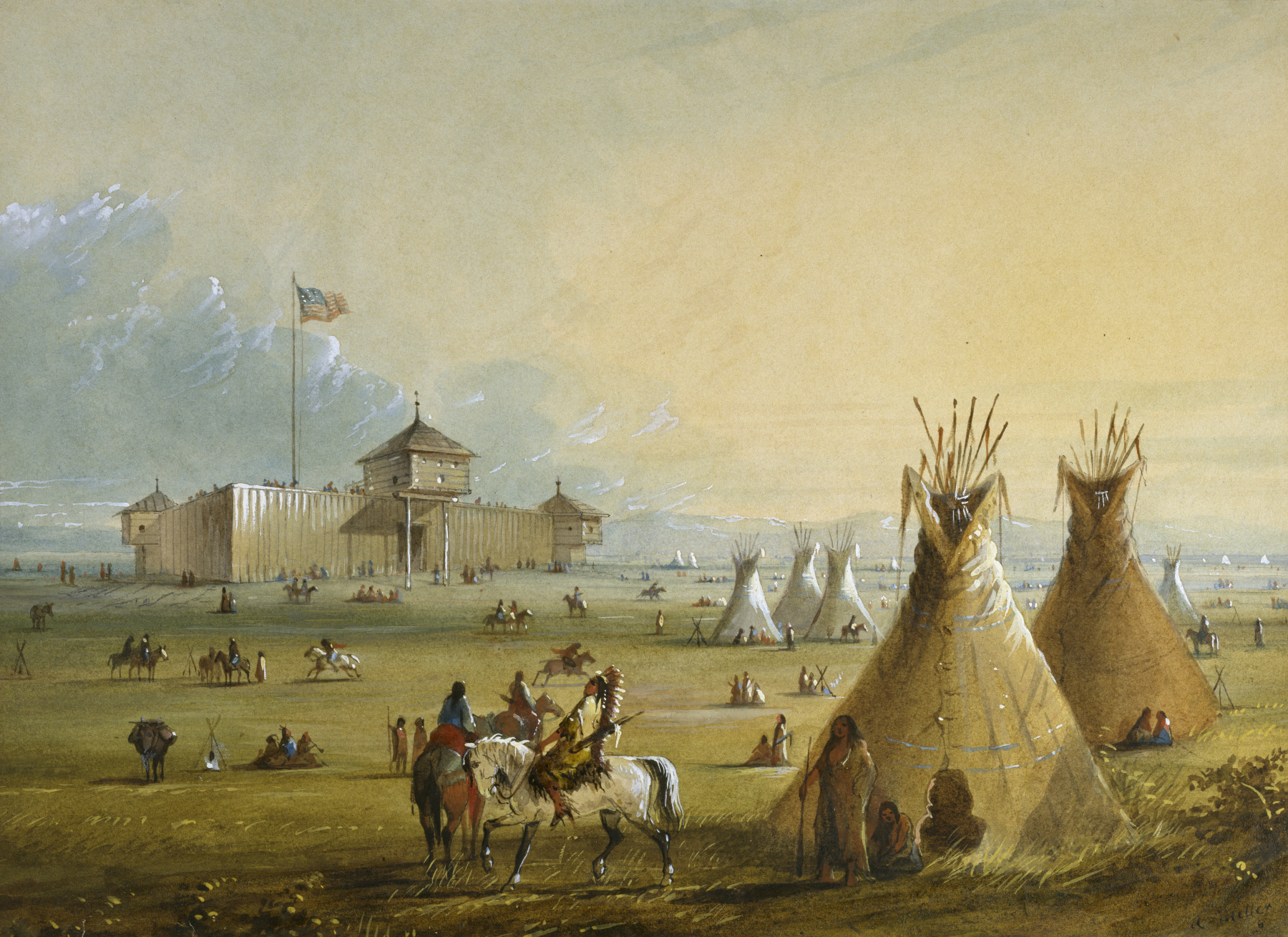
Fort Laramie var ett tidigt centrum för amerikansk exploatering av de präriefolk-resurserna.

Präriefolk-handelsnätverket uppkom under förhistorisk tid, mötte de första européerna och kom att kraftigt påverkas av handeln med de europeiska makterna. Trots detta bibehölls den grundläggande strukturen ända fram till början på 1800-talet, då omfattande smittkoppsepidemier på prärien och det amerikanska Louisianaköpet 1803 i grunden och för alltid ändrade förutsättningarna för relationerna mellan urfolk och icke-urfolk. Handeln var inte längre det medium genom vilket de viktigaste kontakterna förmedlades, utan nu blev präriens urfolk snart betraktade som ett hinder i vägen, först för den amerikanska pälsjakten, sedan för de urfolknationer öster om Mississippi som den amerikanska regeringen dislokerade västerut och slutligen för landhungriga amerikanska boskapsuppfödare och nybyggare.
Det handelssystem som fanns på prärien vid tiden för de första europeiska kontakterna var baserade på ett antal handelscentra som fungerade som nav i ett utvecklat handelsnätverk. Alla viktiga handelscentra fanns hos halvnomadiska hackbrukskulturer, som producerade ett överskott av jordbruksprodukter vilka kunde omsättas i handeln. Värdefulla handelsvaror som havsmusselskal, obsidian och turkos fraktades tusentals kilometer från sitt ursprung.
Européernas efterfrågan på värdefulla pälsverk, framförallt buffelhudar, förändrade inte bara präriefolkets ekonomiska förhållanden från självhushållning till marknadsekonomi, det förändrade också relationerna mellan de olika stammarna i riktning mot ökade konflikter och krig, då olika grupper kämpade om kontrollen över handeln med européerna.

## Kontakterna med de vita
- Se även: Indiankrigen

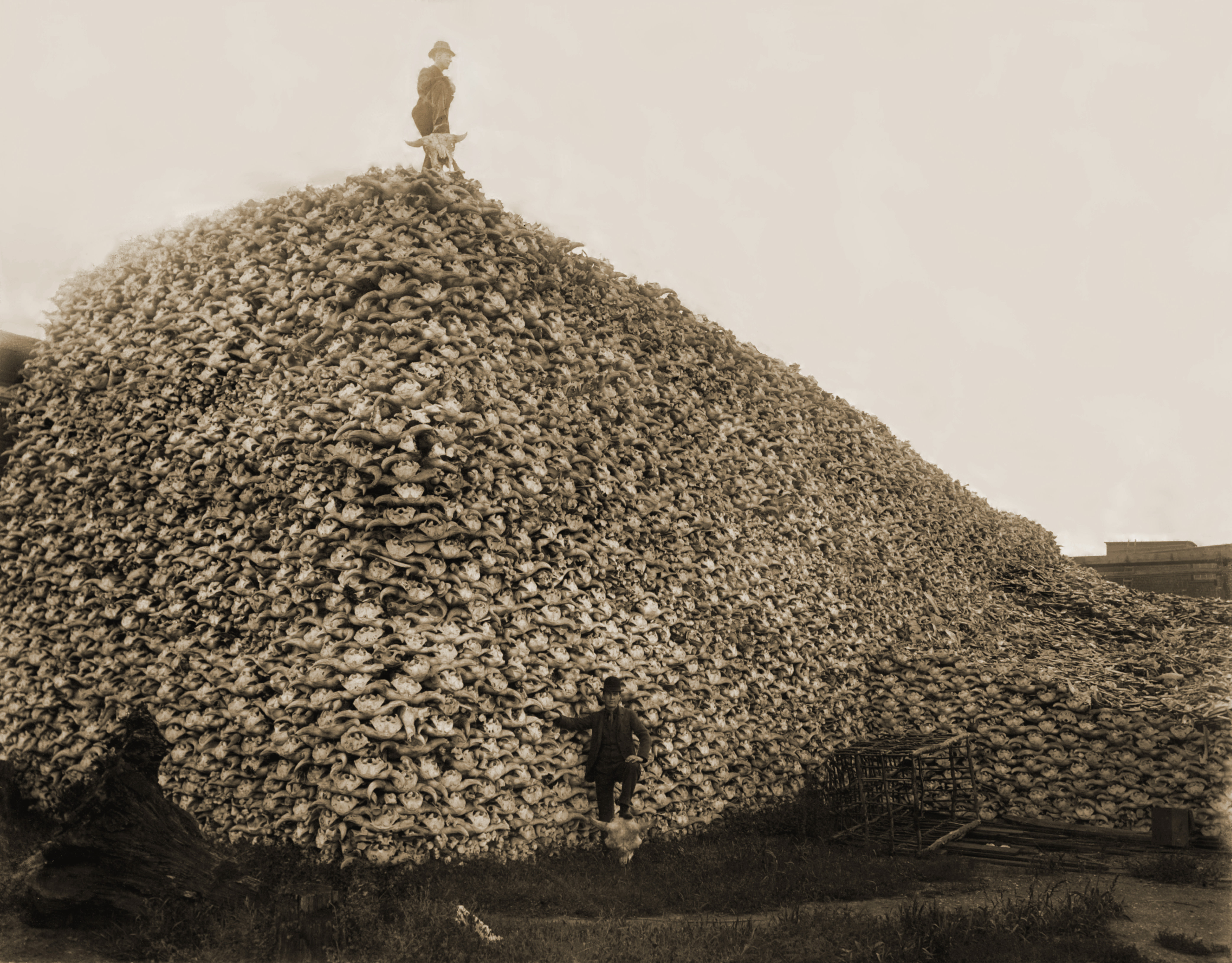
De vitas rovjakt på prärien resulterade i monument som den hög med bisonskallar vi ser på bilden från 1870.

Kontakterna med anglo-amerikaner och europeiska immigranter började liksom för de östligare nationerna med slumpmässiga möten ur vilka så småningom för båda parter lönsamma handelsförbindelser relativt snabbt växte fram. Den första belagda direkt fientliga kontakten mellan präriefolket och USA var egentligen en isolerad händelse. Två piegankrigare dödades 1806 när de försökte stjäla vapen av Lewis och Clarks expedition och detta ledde till en 40-årig spänd motsättning mellan de vita och svartfötterna, som förutom Piegan omfattade ytterligare två stammar. Det resulterade bland annat i flera anfall på vita pälsjägare som arbetade för American Fur Company. Motsättningen upplöstes någorlunda först i slutet av 1840-talet då en handelsstation grundades vid platsen där Marias River flyter in i Missourifloden och grundaren Alexander Culbertson började köpa in svartfötternas buffelhudar för betydligt bättre pris än vad de kunnat få tidigare..
Men det var just efterfrågan på bufflarna och konkurrensen om de krympande hjordarna som till sist ledde relationerna mellan präriefolket och de vita mot katastrof och en etnisk rensning av prärien som till sist kom att förpassa urfolk till ofruktbara reservat, ofta mycket långt från deras tidigare hem. Den från 1840-talet snabbt ökande trafiken av vita nybyggare längs Oregonleden (Oregon trail) och den därtill kopplade drastiska minskningen av antalet bufflar ledde bland annat till att urfolk för att kompensera sig började stjäla de vitas boskap. Det var en sådan stöld vid Fort Laramie 1851 och dess efterspel, den så kallade Grattanmassakern som kom att inleda en ny era i relationen mellan präriefolk och de vita, nämligen indiankrigen.

## Folk och språkgrupper

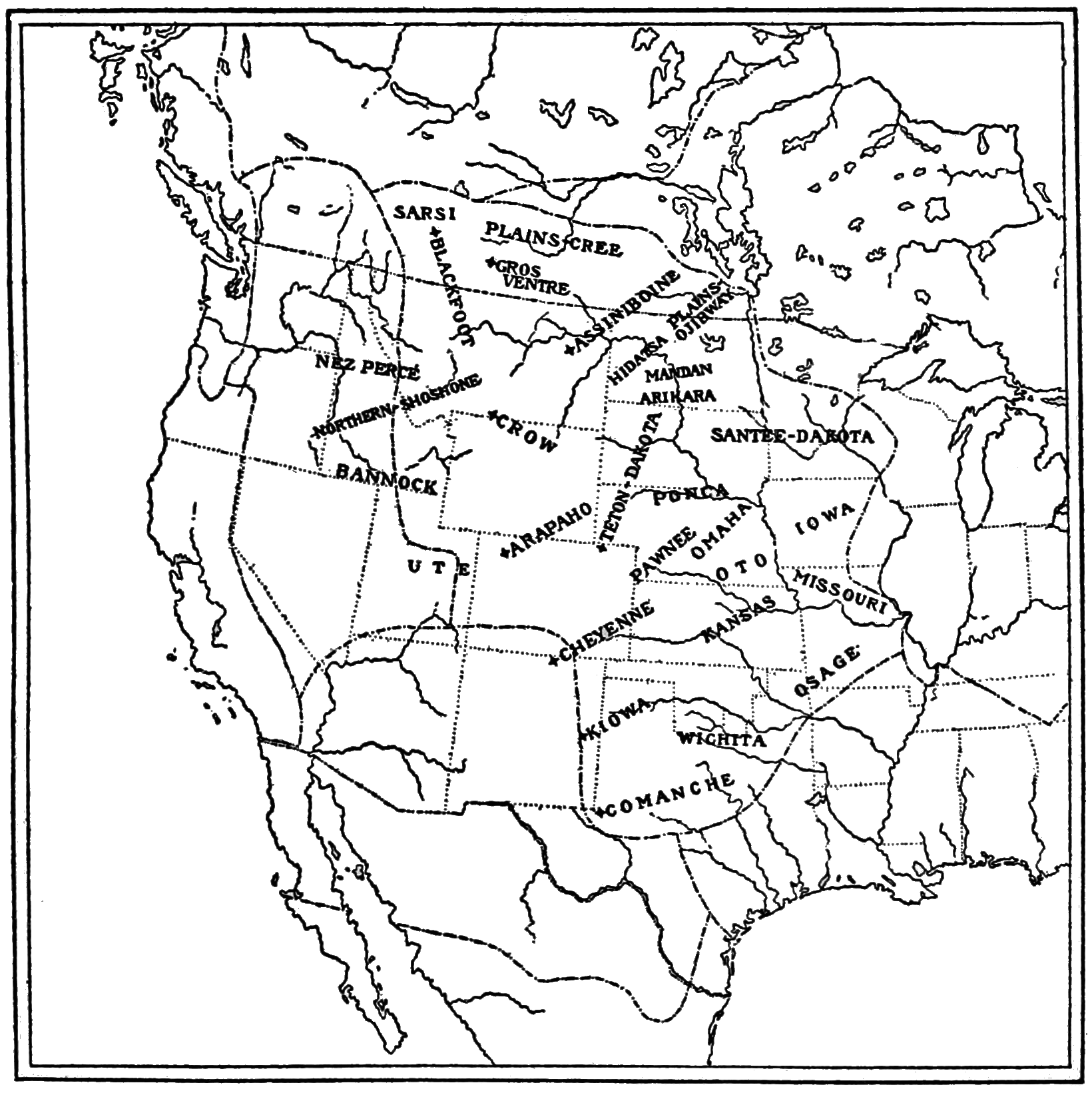
Karta över präriefolkets hemvist innan de dislokerats till reservat.

Prärien delades vid mitten av 1800-talet av ett stort antal folkgrupper, som förvärvat en gemensam kulturell bas med ett stort antal närmast identiska ritualer och sedvänjor samt ett gemensamt teckenspråk, men ofta inte kunde förstå just någonting av det språk som det närmaste grannfolket talade.

### Språkregioner
Prärien kan grovt delas i tre språkregioner med öar av andra språk insprängda.
- Den norra delen av prärien dominerades av algonkinspråkiga folkgrupper, till exempel de tre som bildade svartfötternas stamkonfederation.
- Mellanregionen dominerades av siouxtalande folk som till exempel Lakota och kråkfolken.
- Den sydligaste delen av prärien var mer splittrad med folk som talade uto-aztekiska språk (till exempel comancher), caddospråk (till exempel Pawnee) och athabaskiska språk (till exempel apacher).

Bilden är dock ännu mer komplex än så. I den nordligaste delen i Kanada fanns till exempel athabaskspråkiga Sarsi och i den mellersta caddospråkiga Arikara.

### Översikt över folk och språk
| Etnonym                           | Språk                                                | Endonym                                                                            | Namn på teckenspråk Tecken som symboliserar                                                                | Anmärkningar                                                                                         |
| --------------------------------- | ---------------------------------------------------- | ---------------------------------------------------------------------------------- | --- | --- |
| Arapaho                           | Arapaho (Algonkinspråk)                              | Hinono'éíno'                                                                       | "randig fjäder"                                                                                            | Delar av vad som senare blev sydliga Arapaho talade Nawathinehena till mitten av 1800-talet.         |
| Arikara                           | En varietet av Arikara-Pawnee (Caddospråk)           | Sáhnish                                                                            | "majsätare"                                                                                                | Har även kallats Ree och Pani Var beridna omkring 1740                                               |
| Assiniboiner                      | En varietet av Sioux-Assiniboine-Stoney (Siouxspråk) | Nakhota                                                                            | "halshuggare" eller "strupavskärare"                                                                       | Var beridna före 1750                                                                                |
| Atsina eller Gros Ventre          | Gros Ventre (Algonkinspråk)                          | 'Oo'óóóniinenih                                                                    | inget standardtecken                                                                                       | Separerade från Arapaho i början av 1700-talet.                                                      |
| Comancher                         | En varietet av Shoshone                              | Nimini                                                                             | "krypande orm" samma tecken som för shoshoner                                                              | Comanchernas etnogenes började före 1700 genom en successiv separation från shoshonerna.             |
| Cheyenner                         | Cheyenne (Algonkinspråk)                             | Tsétsehésta hese                                                                   | "randig fjäder"                                                                                            | Var beridna omkring 1770                                                                             |
| Hidatsa                           | Hidatsa (Siouxspråk)                                 | Hirátsa                                                                            | "stora magar"                                                                                              | Har även kallats Gros Ventre och Minitari.                                                           |
| Iowa                              | En varietet av Chiwere (Siouxspråk)                  | Pákhoje Jiwere från slutet av 1800-talet                                           | saknar bevarat tecken                                                                                      | |
| Kansa eller Kaw                   | En varietet av Dhegiha (Siouxspråk)                  | Kkánze                                                                             | saknar bevarat tecken                                                                                      | |
| Kiowa                             | Kiowa (Kiowa-Tanoaspråk)                             | Kóygú                                                                              | Tre olika tolkningar: 1. "håret bortklippt över höger öra" 2. "präriefolket som reser sig" 3. "galenpanna" | |
| Kitsai                            | Kitsai (Caddospråk)                                  | Kitsias                                                                            | saknar bevarat tecken                                                                                      | Kom senare att ingå i Wichita (se nedan).                                                            |
| Kråkfolk                          | Crow (Siouxspråk)                                    | Apsâroke                                                                           | "fågel i flykt"                                                                                            | Var beridna omkring 1740                                                                             |
| Lipanapacher                      | En varietet av Apachiska (Sydathabaskiskt språk)     | Na'dí'ínshá Goldhdindi'ili                                                         | Två olika tolkningar: 1. "spelar på hjorthornsinstrument" 2. "brynsten"                                    | |
| Mandan                            | Mandan (Siouxspråk)                                  | Runwá'kaki före 1837 Win'tiuntahankt senare under 1800-talet Ru'eta modern autonym | "tatuerad haka"                                                                                            | Var beridna före 1750                                                                                |
| Missouria                         | En varietet av Chiwere (Siouxspråk)                  | Nyút'achhi                                                                         | saknar bevarat tecken                                                                                      | |
| Omaha                             | En varietet av Dhegiha (Siouxspråk)                  | Umanhan                                                                            | saknar bevarat tecken                                                                                      | |
| Osage                             | En varietet av Dhegiha (Siouxspråk)                  | Wazházhe                                                                           | "osagernas karaktäristiska frisyr"                                                                         | |
| Otoe                              | En varietet av Chiwere (Siouxspråk)                  | Watótta Jiwere från slutet av 1800-talet                                           | saknar bevarat tecken                                                                                      | |
| Pawnee                            | En varietet av Arikara-Pawnee (Caddospråk)           | Saknade ursprungligen gemensamt namn. Senare användes ibland: Ckirihki kururiki    | "varg" | Pawnee är ett aggregat av fyra närbesläktade grupper. Har även kallats Pani Var beridna omkring 1720 |
| Ponca                             | En varietet av Dhegiha (Siouxspråk)                  | Ppánkka                                                                            | inget standardtecken                                                                                       | |
| Prärieapacher eller Kiowa-Apacher | En varietet av Apachiska (Sydathabaskiskt språk)     | Na'dí'ínshá (Na-I-Sha)                                                             | Två olika tolkningar: 1. "spelar på hjorthornsinstrument" 2. "brynsten"                                    | |
| Quawpaw                           | En varietet av Dhegiha (Siouxspråk)                  | Okákhpa                                                                            | saknar bevarat tecken                                                                                      | |
| Sarcee                            | Sarcee (Nordathabaskiskt språk)                      | Tsúùt'ínà                                                                          | "stammare"                                                                                                 | Separerade från Bäverfolket i början av 1700-talet.                                                  |
| Sioux                             | En varietet av Sioux-Assiniboine-Stoney (Siouxspråk) | Dakota = Dakhóta Nakota = Dakhóta Lakota = Lakhóta                                 | "halshuggare" eller "strupavskärare"                                                                       | Var beridna omkring 1770                                                                             |
| Stoney                            | En varietet av Sioux-Assiniboine-Stoney (Siouxspråk) | Nakhota Iyésku Wàpemáka                                                            | "halshuggare" eller "strupavskärare"                                                                       | Separerade från Assiniboinerna (se ovan) på 1700-talet.                                              |
| Svartfötter                       | Blackfoot (Algonkinspråk)                            | Saokítapsiksi Hitsi'poyiwa                                                         | "svart" och "mockasin"                                                                                     | En konfederation av tre stammar Var beridna omkring 1740                                             |
| Tonkawa (folkgrupp)               | Tonkawa (ett Isolatspråk)                            | Tickanwatie                                                                        | saknar bevarat tecken                                                                                      | |
| Wichita                           | Wichita (Caddospråk)                                 | Kirikir'is sedan 1900-talet                                                        | "tatuerad kring ögonen"                                                                                    | Ett aggregat av fyra närbesläktade grupper samt Kitsai (se ovan). Har även kallats Pani.             |

Källor: